# Joep Kalverdijk
Joep Kalverdijk (Andijk, 1995) is een Nederlandse langebaanschaatsster.

## Biografie
Kalverdijk debuteerde in 2016 bij het NK allround en nam in de jaren daarna meermaals deel aan de NK afstanden en NK sprint. In 2016, 2018, 2019 en 2022 deed Kalverdijk mee aan het World Cup Kwalificatietoernooi en in december 2017 aan het Olympisch kwalificatietoernooi. Na een ongelukkige seizoenstart, miste hij in 2021 door een liesblessure de NK Afstanden en later door een coronabesmetting de NK Sprint. Hij plaatste zich ook niet voor het Olympisch kwalificatietoernooi.
In 2014 deed hij mee aan de Wereld universiteitskampioenschappen in Medeu (Kazachstan) waar hij 16e werd op de 500m, 13e op de 1000m en 11e op de 1500m. In 2017 nam hij deel aan de Winteruniversiade, ook in Medeu waar hij 24e werd op de 500m, 21e op de 1000m en 27e op de 1500m.
Kalverdijk schaatst sinds 2020 bij het Gewest Fryslân.

## Persoonlijk records
| Afstand    | Tijd    | Datum            | Baan       |
| 500 meter  | 36,02   | 19 februari 2022 | Heerenveen |
| 1000 meter | 1.10,22 | 9 januari 2022   | Inzell     |
| 1500 meter | 1.47,78 | 1 oktober 2017   | Inzell     |
| 3000 meter | 3.56,41 | 11 november 2014 | Heerenveen |
| 5000 meter | 7.02,16 | 23 november 2014 | Haarlem    |

## Resultaten
| Jaar | NK Afstanden        | NK Sprint            | NK Allround          | NK pure sprint |
| 2016 |                     |                      | NC17 (10, 20, 15, -) |                |
| 2017 |                     |                      |                      | 8e             |
| 2018 | 23e 500m 21e 1500m  | 19e (20, 19, 20, 17) |                      |                |
| 2019 | 22e 1000m           | 16e (20, 18, 16, 14) |                      | 9e             |
| 2020 | DQ 1000m            | 14e (18, 15, 17, 14) |                      | 9e             |
| 2021 |                     |                      |                      |                |
| 2022 | 23e 1000m WDR 1500m |                      |                      |                |
| 2023 |                     |                      |                      |                |